# Будинок "Під Хрестом" у Кракові
Будинок "Під Хрестом" - будівля на вулиці Шпитальній, 21 у Кракові . Спочатку тут знаходився госпіталь св. Роха та однойменна каплиця, нині в ній знаходиться Театральний відділ Історичного музею міста Кракова (з 2008 р. працює лише під час тимчасових виставок).

## Історія будівлі
Історія будинку "Під Хрестом" сягає середньовіччя, коли тут був шпіталь св. Роха для бідних учених (з однойменною каплицею). Він був частиною великого лікарняного комплексу Святого Духа, яким керували духівники . Будівництво нинішньої будівлі було завершено в 1474 році. У XVI столітті до нього прибудували флігель. У 18 столітті його передали парафії Св. Марії, яка мала тут притулок для бідних. У цей період на фасаді будинку було встановлено розп'яття, яке дало назву будівлі (нині там зберігається його копія)   . На початку 20-го століття будівлю викупило місто, яке мало намір знести будівлі постлікарні, але з часом перетворило їх на житлові будинки та магазини. У 1917-1937 роках на першому поверсі будинку розташовувалася Спілка художників . Навесні 1933 року Юзеф Ярема відкрив тут театр «Крікот»  .

## Місцезнаходження музею
У 1936 році міська управа визначила Будинок "Під Хрестом" місцем розташування майбутнього історичного музею . Будівлю музей отримав у 1949 році. У 1958-1969 роках було проведено капітальний ремонт будівлі, під час якого будівлю пристосували для експозиції, присвяченої історії краківського театру (Театральний філіал Історичного музею міста Кракова). Будівлі було відновлено оригінальні стильові риси. Відкриття філії відбулося у 1969 році, коли їй було присвоєно ім’я Станіслава Виспянського  .
До колекцій музею входять пам’ятні речі Гелени Моджеєвської, Антоніни Гофман і Людвіка Сольського, сценографія та дизайн костюмів Кароля Фрича, Юзефа Мегоффера, Анджея Пронашко, Станіслава Виспянського, Анджея Стопки та Тадеуша Кантора, а також інші експонати, пов’язані з історією театру (портрети, реквізит), театральні афіші, запрошення і т.д. )  .
У 2008 році постійну експозицію було закрито у зв’язку з необхідністю реконструкції будівлі, консервацією експонатів та реорганізацією експозиції. Наразі Відділення готує та надає доступ до своїх колекцій зацікавленим сторонам через тимчасові виставки, освітні заходи, а також запити  .

## Дивись також
- Лікарня Святого Юра Роха в Кракові

## Виноски
1. 1 2  Rożek, Michał (2006). Urbs celeberrima. Przewodnik po zabytkach Krakowa (вид. I). Kraków: Wydawnictwo WAM. с. 203–204. ISBN 83-7318-730-8.
2. 1 2 3 4  Dom pod Krzyżem: Historia. Muzeum Historyczne Miasta Krakowa. Архів оригіналу за 15 червня 2018. Процитовано 19 березня 2023.

## Зовнішні посилання
- Dom pod Krzyżem. Muzeum Historyczne Miasta Krakowa.
- Dom pod Krzyżem. Magiczny Kraków.